# Edith Wirtanen
Edith Wirtanen, en amerikansk astronom.
Minor Planet Center listar henne som E. Wirtanen och som upptäckare av 1 asteroid. Asteroiden 6029 Edithrand, vilken hon själv upptäckte, är uppkallad efter henne.
Hennes make var astronomen Carl Alvar Wirtanen

## Asteroider upptäckta av Edith Wirtanen
| 6029 Edithrand | 14 januari 1948 |